# European Masters 2014
Het Zwitsers Open is een golftoernooi dat sinds 1923 bestaat en dat deel uitmaakt van de Europese Tour sinds haar oprichting in 1972. Het toernooi heet sinds 2001 officieel de Omega European Masters. In 2014 werd het toernooi gespeeld van 4-7 september op de Ballesteros baan van de Golf Club Crans-sur-Sierre. Het prijzengeld was € 2.300.000, waarvan ongeveer € 380.000 voor de winnaar bestemd was.
Het toernooi kreeg naast Credit Suisse en BMW voor drie jaar een nieuwe cosponsor, Vaudoise Assurances, een verzekeringsbedrijf dat in 1895 werd opgericht.
De par van de baan is 71. Het baanrecord is 61 en staat sinds 2010 op naam van Miguel Jiménez, die dit toernooi toen won en het in 2013 voor de 25ste keer speelde. Het Zwitsers Open staat bekend om de lage scores. In de laatste 31 jaar werd het 16 keer gewonnen met -20 of lager.

De beste pro en de beste amateur van de 50ste Olivier Barras Memorial krijgen een invitatie voor de European Masters, dit waren in 2014 Manuel Quiros en de 20-jarige Turijnse amateur Filippo Campigli (handicap +6).

## Pro-Ams
Voor de aanvang van het toernooi werden twee Pro-Ams gespeeld, maandag de Silver Pro-Am en woensdag de Gold Pro-Am. De formule was tegen par, de amateurs kregen maximaal 18 slagen (MAX 3/4 van hun handicap). Tijdens de Pro-Ams werd hole 15 als par 5 gespeeld, zowel door de pro's als door de amateurs. 

De zilveren Pro-Am (Trophée Flory van Donck) werd gewonnen door het team van Anirban Lahiri met een score van -17. Lahiri kreeg bovendien Sfr 1600,=. De trofee van de Silver Pro-Am is vernoemd naar Flory Van Donck, die het Open in 1955 won en in de zestiger jaren 's zomers les gaf in Crans.

Dinsdag was een oefendag. Robert-Jan Derksen liep duidelijk te genieten nu hij besloten heeft dat dit zijn laatste tourseizoen is, maar was ook serieus aan het oefenen met zijn Trackmarker.

De gouden Pro-Am werd op woensdag gespeeld. Het team van Maximilian Kieffer won met een score van -21.

## Plaquette
Een paar jaar geleden heeft men een ronde bronzen plaquette van iedere voormalige winnaar in de stoep van de hoofdstraat van Crans, de Rue du Prado, aangebracht. Donderdagmiddag werd de plaquette van Thomas Bjørn vervangen omdat het jaartal van zijn 2de overwinning is toegevoegd.

## Scorekaart
| Hole   | 1   | 2   | 3   | 4   | 5   | 6   | 7   | 8   | 9   | Out  | 10  | 11  | 12  | 13  | 14  | 15  | 16  | 17  | 18  | In   | Totaal |
| ------ | --- | --- | --- | --- | --- | --- | --- | --- | --- | ---- | --- | --- | --- | --- | --- | --- | --- | --- | --- | ---- | ------ |
| Meters | 494 | 408 | 175 | 460 | 333 | 296 | 303 | 160 | 579 | 3208 | 371 | 198 | 381 | 178 | 546 | 472 | 215 | 360 | 368 | 3089 | 6262   |
| Yards  | 540 | 446 | 191 | 503 | 364 | 324 | 331 | 175 | 633 | 3507 | 406 | 217 | 417 | 195 | 550 | 516 | 235 | 394 | 402 | 3341 | 6881   |
| Par    | 5   | 4   | 3   | 4   | 4   | 4   | 4   | 3   | 5   | 36   | 4   | 3   | 4   | 3   | 4   | 5   | 3   | 4   | 4   | 34   | 70     |

## Verslag

### Ronde 1
De eerste holes, een par 5, was statistisch de gemakkelijkste, er werden 10 eagles gemaakt en 95 birdies! Edoardo Molinari maakte 's ochtends een smetteloze ronde met acht birdies, Richie Ramsay begon 's middags met een eagle op hole 1 en eindigde ook met -8. 's Middags kwamen Gareth Maybin, Tommy Fleetwood en Graeme Storm kort na elkaar binnen met en score van 64 en namen de 3de plaats in. Robert-Jan Derksen was met -4 de beste Nederlander, Filippo Campigli met -2 de beste amateur. De 50-jarige Miguel Ángel Jiménez is de oudste deelnemer en speelt dit toernooi voor de 26ste keer. Hij maakte een ronde van 70, hetgeen gedeeld 73ste was.

### Ronde 2
Derksen liet weer een goede ronde zien, maar Thomas Pieters had het moeilijk. Hij begon met een birdie, maar moest onder par blijven om zich voor het weekend te kwalificeren. Dat lukte niet. De beste ronde was een 63 van Marc Warren.

### Ronde 3
Graeme Storm maakte op hole 11 een hole-in-one en won een BMW ter waarde van € 144.000. Hij maakte weer een ronde van 64 en stond de rest van de dag aan de leiding. Tweede werd Tommy Fleetwood, die een ronde van 63 maakte.
Peter Lawrie en Marco Crespi maakten zelfs rondes van 62.

### Ronde 4
De Aziatische Amerikaan uit Los Angeles, David Lipsky, eindigde met een birdie voor een totaal van -18 en moest toen wachten totdat de groep achter hem binnenkwam, waarin Graeme Storm speelde, die ook op -18 stond. Graeme maakte een par, zodat een play-off bepalen moest wie de winnaar zou zijn. De afslag van Graeme kwam tegen een muur tot rust, hij moest hem naar de fairway chippen, en kon er geen par meer van maken. Lipsky kwam met zijn afslag in een bunker, sloeg hem vandaar tot de rand van de green en kon zijn putt voor de overwinning maken. Het was zijn eerste overwinning op de Europese Tour, en hij heeft tot eind 2016 speelrecht op beide Tours. Hij werd het eerste lid van de Aziatische Tour die dit toernooi won sinds dit ook deel uitmaakt van de Aziatische Tour (2008) en hij steeg tot de top-150 op de wereldranglijst.
De enige andere Amerikaan die dit toernooi won sinds de Europese Tour werd opgericht, was Craig Stadler in 1985.
- Scores

| Naam               | R2D | OWGR | Score R1 | Score R1 | Nr   | Score R2 | Score R2 | Totaal | Nr  | Score R3 | Score R3 | Totaal | Nr  | Score R4 | Score R4 | Totaal | Nr  | Play-off | Play-off |
| ------------------ | --- | ---- | -------- | -------- | ---- | -------- | -------- | ------ | --- | -------- | -------- | ------ | --- | -------- | -------- | ------ | --- | -------- | -------- |
| David Lipsky       | 51  | 369  | 67       | -3       | T    | 64       | -6       | -9     | T5  | 66       | -4       | -13    | T4  | 65       | -5       | -18    | T1  | 4        | 1        |
| Graeme Storm       | 64  | 533  | 64       | -6       | T3   | 66       | -4       | -10    | T13 | 64       | -6       | -16    | 1   | 68       | -2       | -18    | T1  | 5        | 2        |
| Jamie Donaldson    | 4   | 177  | 65       | -5       | T6   | 64       | -6       | -11    | 2   | 69       | -1       | -12    | T5  | 67       | -3       | -15    | 7   |          |          |
| Richie Ramsay      | 75  | 177  | 62       | -8       | T1   | 66       | -4       | -12    | 1   | 70       | par      | -12    | T5  | 68       | -2       | -14    | 8   |          |          |
| Edoardo Molinari   | 30  | 112  | 62       | -8       | T1   | 70       | par      | -8     | T8  | 68       | -2       | -10    | T9  | 69       | -1       | -11    | T13 |          |          |
| Nicolas Colsaerts  | 26  | 77   | 68       | -2       | T36  | 67       | -3       | -5     | T24 | 69       | -1       | -6     | T28 | 65       | -5       | -11    | T13 |          |          |
| Robert-Jan Derksen | 85  | 205  | 66       | -4       | T13  | 67       | -3       | -7     | T13 | 71       | +1       | -6     | T28 | 68       | -2       | -8     | T29 |          |          |
| Thomas Pieters     | 77  | 262  | 70       | par      | T73  | 72       | +2       | +2     | MC  |          |          |        |     |          |          |        |     |          |          |
| Daan Huizing       | 134 | 237  | 72       | +2       | T111 | 71       | +1       | +3     | MC  |          |          |        |     |          |          |        |     |          |          |

| Leider |  | Toernooirecord |  | R2D = Race to Dubai |  | OWGR |  | MC = missed cut = cut gemist |

## Prijsuitreiking
Nadat Lipsky zijn prijs uit handen van Gaston Barras had ontvangen, vroeg Ángel Gallardo, winnaar van de Olivier Barras Memorial 1973 en 1974, de microfoon. Hij bedankte Barras ervoor dat hij sinds 1954 de prijzen had uitgereikt en sinds 1964 voorzitter van de golfclub was, en als zodanig de drijvende kracht was geweest voor het uitgroeien van het Zwitsers Open tot de huidige European Masters.  Toen het Zwitsers Open in 1939 naar Crans kwam, was de budget SwFrs 5.000, nu is dat ruim SwFrs 12.000.000. Barras kreeg een zilveren aandenken.

## Spelers
Omdat het toernooi ook meetelt voor de Aziatische Tour, deden er weer dertig spelers van die tour mee.  
| - Felipe Aguilar - Thomas Aiken - Matthew Baldwin - Seve Benson - Thomas Bjørn (2011, 2013) - Grégory Bourdy - Kristoffer Broberg - Daniel Brooks - Rafa Cabrera Bello - Jorge Campillo - Alejandro Cañizares - Magnus A. Carlsson - Darren Clarke - George Coetzee - Nicolas Colsaerts - Marco Crespi - Eduardo de la Riva - Robert-Jan Derksen - Chris Doak - Jamie Donaldson - David Drysdale - Victor Dubuisson - Simon Dyson - Darren Fichardt - Ross Fisher - Tommy Fleetwood - Mark Foster - Stephen Gallacher | - Emiliano Grillo - Anders Hansen - JB Hansen - Peter Hanson - Pádraig Harrington - Grégory Havret - Michael Hoey - David Howell - Mikko Ilonen - Raphaël Jacquelin - Scott Jamieson - Jin Jeong - Miguel Ángel Jiménez (2010) - Robert Karlsson - Simon Khan - Maximilian Kieffer - Søren Kjeldsen - Jbe' Kruger - Pablo Larrazábal - Paul Lawrie - Peter Lawrie - Craig Lee - Thomas Levet - Alexander Lévy - Tom Lewis - Shane Lowry - Joost Luiten - Mikael Lundberg | - David Lynn - Morten Ørum Madsen - Matteo Manassero - Gareth Maybin - Edoardo Molinari - Francesco Molinari - Matthew Nixon - Thorbjørn Olesen - Louis Oosthuizen - Hennie Otto - John Parry - Eddie Pepperell - Julien Quesne - Richie Ramsay - Robert Rock - Brett Rumford (2007) - Ricardo Santos - Marcel Siem - Lee Slattery - Richard Sterne - Graeme Storm - Andy Sullivan - Simon Thornton - Peter Uihlein - Anthony Wall - Justin Walters - Paul Waring - Marc Warren | - Romain Wattel - Steve Webster - Peter Whiteford - Bernd Wiesberger - Danny Willett - Chris Wood - Fabrizio Zanotti Voormalige winnaars - Jean-François Lucquin (2008) - Bradley Dredge (2006) - Ricardo González (2001) - Sven Strüver (1998) - Mathias Grönberg (1995) - José María Olazábal (1986) Invitaties - Matthew Fitzpatrick - Dominic Foos - Fredrik Svanberg - Damian Ulrich - Manuel Quiros - Martin Rominger - Raphaël de Sousa Amateurs - Joel Amacher, WAGR 542 - Filippo Campigli, WAGR 322 - Rodrigo Lacerda Soares, WAGR 1576 | Asian Tour (30) - Kiradech Aphibarnrat - Baek Seuk-hyun - Gaganjeet Bhullar - Marcus Both - SSP Chowrasia - Scott Hend - Berry Henson - Thongchai Jaidee - Pariya Junhasavasdikul - Shiv Kapur - Rikard Karlberg - Masahiro Kawamura - Rashid Khan - Kim Gi-whan - Jason Knutzon - Anirban Lahiri - Richard T. Lee - David Lipsky - Mardan Mamat - Prom Meesawat - Chapchai Nirat - Wade Ormsby - Chawalit Plaphol - Kieran Pratt - Angelo Que - Mohd Siddikur - Jyoti Randhawa - Digvijay Singh - Arnond Vongvanij - Thaworn Wiratchant |

Vanaf 1972:
1972 · 
1973 · 
1974 · 
1975 · 
1976 · 
1977 · 
1978 · 
1979 · 
1980 · 
1981 · 
1982 ·   
1983 · 
1984 ·
1985 ·
1986 ·
1987 ·
1988 ·
1989 ·
1990 ·
1991 ·
1992 ·
1993 ·
1994 ·
1995 ·
1996 · 
1997 ·
1998 ·
1999 · 
2000 · 
2001 · 
2002 · 
2003 · 
2004 · 
2005 · 
2006 · 
2007 · 
2008 · 
2009 · 
2010 · 
2011 · 
2012 · 
2013 · 
2014
 South African Open Championship ·
 Alfred Dunhill Championship ·
 Nedbank Golf Challenge ·
 Hong Kong Open ·
 Nelson Mandela Championship ·
 Volvo Golf Champions ·
 Abu Dhabi Golf Championship ·
 Commercialbank Qatar Masters ·
 Dubai Desert Classic ·
 Joburg Open ·
 Africa Open ·
 WGC-Accenture Match Play Championship ·
 Tshwane Open ·
 WGC-Cadillac Championship ·
 Trophée Hassan II ·
 EurAsia Cup ·
 NH Collection Open ·
 The Masters ·
 Maybank Malaysian Open ·
 Volvo China Open ·
 The Championship at Laguna National ·
 Madeira Islands Open ·
 Open de España ·
 BMW PGA Championship ·
 Nordea Masters ·
 Lyoness Open ·
 US Open ·
 Iers Open ·
 BMW International Open ·
 Open de France ·
 Scottish Open ·
 The Open Championship ·
 M2M Russian Open ·
 WGC-Bridgestone Invitational ·
 US PGA Championship ·
 Made in Denmark ·
 D+D Real Czech Masters ·
 Italiaans Open ·
 European Masters ·
 KLM Open ·
 Wales Open ·
 Ryder Cup ·
 Alfred Dunhill Links Championship ·
 Portugal Masters ·
 Volvo World Match Play Championship ·
 Perth International ·
 BMW Masters ·
 WGC-HSBC Champions ·
 Turks Open ·
 Dubai World Championship
1. ↑  Barras werd bedankt